# Hermann Graf Keyserling

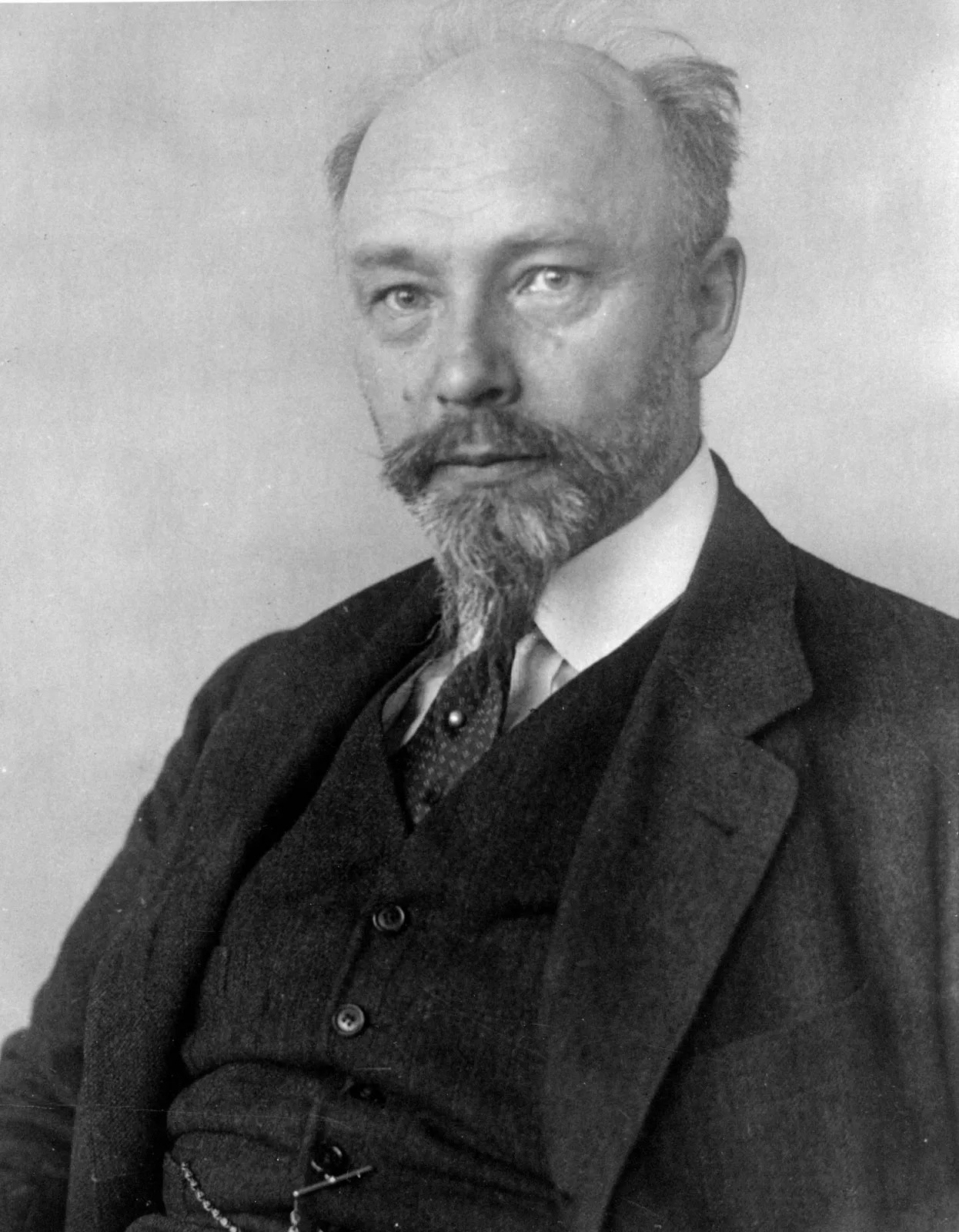
Hermann Graf Keyserling

Hermann Alexander Graf Keyserling, kurz Hermann Keyserling (* 8. Julijul. / 20. Juli 1880greg. in Könno (estnisch: Kõnnu, heute Gemeinde Kaisma), Gouvernement Livland, Russisches Kaiserreich; † 26. April 1946 in Innsbruck), war ein deutschbaltischer Philosoph.

## Leben

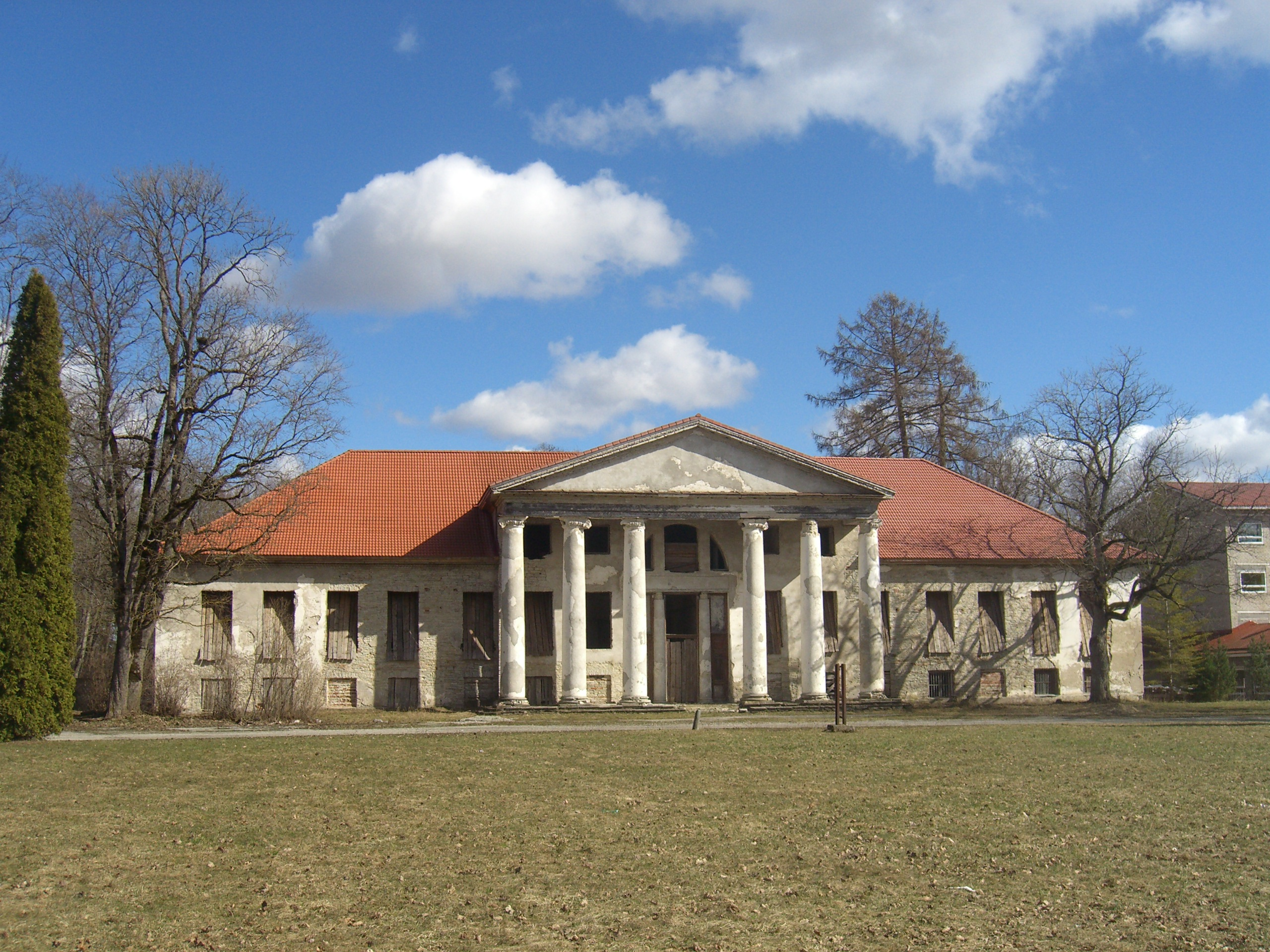
Gutshaus Rayküll

Hermann Keyserling, ein Enkel des in Russland angesehenen Geologen Alexander Graf Keyserling, stammte aus einem alten deutschbaltischen Adelsgeschlecht. Er wuchs auf den abgeschiedenen livländischen Gütern seines Vaters auf, erst in Könno, dann in Rayküll, wo er von seinen Eltern und Hauslehrern unterrichtet wurde. Nach dem Tode seines Vaters Leo (1895) heiratete seine Mutter Johanna im Jahre 1900 einen dieser Hauslehrer. Diese nicht standesgemäße Verbindung, die Hermann Keyserling zutiefst missbilligte, führte zu einem dauerhaften und folgenschweren Zerwürfnis: Die Mutter wandte sich radikal gegen Standesunterschiede, der Sohn wurde zu einem Verfechter aristokratischer Ideale.
Nach dem Abitur (1897) übersiedelte Keyserling nach Genf, wo er Geologie studierte. 1898/1899 setzte er das Studium an der Kaiserlichen Universität Dorpat fort. In Dorpat wurde er Mitglied der Korporation „Livonia“. 1899 wurde er in einem Duell schwer verwundet. Darauf ging er nach Heidelberg, dann nach Wien, wo er 1902 das Geologiestudium mit der Promotion abschloss. In Wien schloss er Freundschaft mit dem Schriftsteller Houston Stewart Chamberlain, unter dessen Einfluss er sich der Philosophie zuwandte. Chamberlain war für ihn als Mensch ein Vorbild, doch bestand zwischen ihnen nach Keyserlings Worten keine „sachliche und gesinnungsmäßige Übereinstimmung“, und später trennten sich ihre Wege. Von 1903 bis 1906 wohnte Keyserling in Paris, von 1906 bis 1908 in Berlin, dann kehrte er auf sein Gut Rayküll zurück. Das Familienvermögen ermöglichte ihm das Leben eines freien Schriftstellers und Philosophen.
1911/1912 unternahm er die Weltreise, auf der sein bekanntestes Werk entstand, das Reisetagebuch, das aber wegen der Kriegswirren erst 1919 erschien und ihn dann schlagartig bekannt machte. Bis zum Ende der Weimarer Republik wurden trotz des anspruchsvollen philosophischen Inhalts 50.000 Exemplare verkauft. Nach dem Kriegsende emigrierte er nach Deutschland. Die entschädigungslose Enteignung seiner Güter durch die estnische Regierung brachte ihn 1919 um seine bisherige finanzielle Existenzbasis. Im selben Jahr heiratete er die Gräfin Maria Goedela von Bismarck-Schönhausen (1896–1981), eine Enkelin des Reichskanzlers Otto von Bismarck, mit der er die beiden Söhne Manfred (1920–2008) und Arnold (1922–2005) hatte. Auf Einladung des ehemaligen Großherzogs Ernst Ludwig von Hessen ließ er sich in Darmstadt nieder. Dort gründete er 1920 mit der Unterstützung Ernst Ludwigs und des Verlegers Otto Reichl die „Schule der Weisheit“, eine Lebensschule und vor allem eine Begegnungsstätte für maßgebliche Persönlichkeiten des geistigen Lebens. Zu den prominenten Förderern des Vorhabens gehörte Thomas Mann. An Keyserlings Gründung der Gesellschaft für freie Philosophie war Kuno Graf von Hardenberg maßgeblich beteiligt. Als philosophischer Schriftsteller und Leiter der Schule wurde Keyserling eine der namhaftesten Persönlichkeiten des geistigen Lebens in der Weimarer Republik. An den Jahrestagungen seiner Schule beteiligten sich u. a. Carl Gustav Jung, Max Scheler, Richard Wilhelm, Leo Frobenius, Paul Dahlke, Rabindranath Tagore, Frank Thieß und Hans Driesch. Ein Schwerpunkt seiner Bestrebungen war die europäische Auseinandersetzung mit asiatischem Denken, ein anderer der geistige Austausch zwischen Deutschland und Frankreich. Seine bekanntesten Werke wurden ins Englische, Französische und Spanische übersetzt und erregten auch im Ausland großes Aufsehen. Die Wirkung seines Auftretens prägte die Vorstellungen von dem, was ein Philosoph in der Öffentlichkeit sein kann.

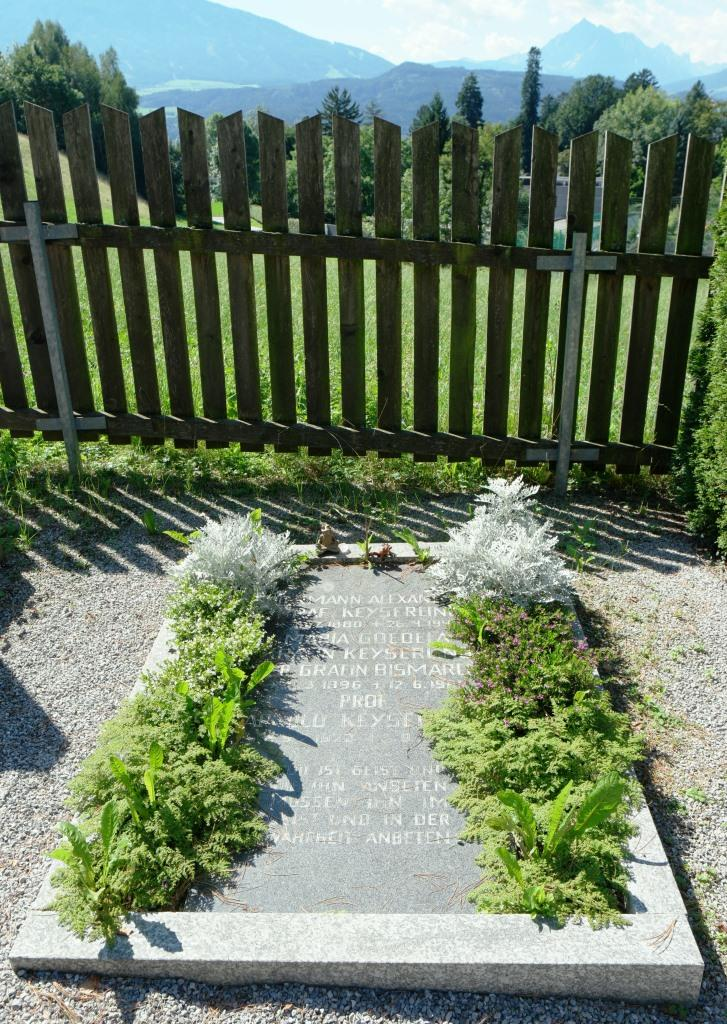
Grab von Hermann Graf Keyserling auf dem Neuen Friedhof Mühlau, Innsbruck

Ab 1931 setzte sich Keyserling öffentlich mit dem erstarkenden Nationalsozialismus auseinander. Er bezeichnete ihn als Irrationalismus, der zur Katastrophe führen müsse, und folgerte: „der Nationalsozialismus […] darf […] als Partei niemals zur Führung gelangen“. Allerdings bemühte er sich, auch positive Aspekte im Nationalsozialismus zu finden. In der nationalsozialistischen Presse wurde er heftig angegriffen. Nach der Machtübernahme Hitlers erhielt er Redeverbot. Er konnte auch eine Zeitlang nicht in Deutschland publizieren und durfte nicht mehr ins Ausland reisen. Wegen seines Ansehens im Ausland wurden diese Verbote aber zeitweilig gelockert. 1937 nahm er zusammen mit Fritz Usinger und anderen Schriftstellern und Künstlern an der Gau-Kulturwoche der NSDAP in Darmstadt teil.
Nach dem Kriegsende plante Keyserling eine Neugründung der Schule der Weisheit in Innsbruck. Das Vorhaben fand in Österreich viel Unterstützung, kam aber nicht zustande, da Keyserling schon im April 1946 starb. Er liegt auf dem Friedhof in Innsbruck-Mühlau begraben.
Sein Sohn Arnold Keyserling trat später ebenfalls als Philosoph hervor.

## Werk
Das Reisetagebuch eines Philosophen zählt zu Keyserlings grundlegenden Werken. Es enthält die philosophischen Eindrücke der Weltreise, die den Autor über das Mittelmeer, den Sueskanal und den Indischen Ozean nach Ceylon, Indien, China, Japan und Nordamerika führte. Fernöstliche Weisheit trifft hier auf die abendländische Weltanschauung. Das Motto lautete Der kürzeste Weg zu sich selbst führt um die Welt herum. Er schilderte, dass er sich auf der Reise so in seine jeweilige Umgebung versenkte, dass er zu einem Teil von ihr wurde. Daher verglich er sich gern mit Proteus, dem griechischen Gott der Wandlung, der jede beliebige Gestalt annehmen konnte.
Im Spektrum Europas bot Keyserling Wesensbilder der europäischen Völker. Seine Schilderungen der nationalen Mentalitäten werden zum Teil noch heute für verblüffend aktuell gehalten. Allerdings sind sie auch stark von subjektiven, teils schroffen Wertungen des Verfassers geprägt. Das sehr kritische Kapitel über die Schweiz erregte großes Aufsehen und heftigen Widerspruch, fand in der Schweiz aber auch die kritische Zustimmung von Carl Gustav Jung. Das Portugal-Kapitel, das ebenfalls sehr negative Wertungen enthält, fehlt in einem Teil der Auflagen. Den Deutschen bezeichnete Keyserling als den einzigen sachlichen Menschen, als den einzigen Europäer, dem die Sache mehr bedeutet als der Mensch. Er kam zum Ergebnis, dass ganz Europa wesentlich eines Geistes sei; die Aufgabe Europas bestehe im Vertreten des Prinzips des Individualismus. Der Internationalismus sei in gewisser Hinsicht berechtigt, dürfe aber in Europa nicht siegen, da er sonst das Volkstum auflöse. Der Hauptrepräsentant des Internationalismus sei das Judentum, das in Europa seit dem Mittelalter, vom Standpunkt der anderen und in bezug auf die anderen beurteilt, eine parasitäre Existenz geführt habe. Nach Keyserlings Ansicht sollten die Juden stattdessen Juden bleiben und sich bewusst zu ihrem Volkstum bekennen, dann könnten sie künftig eine rein segensreiche Rolle spielen.
In den Südamerikanischen Meditationen, der Frucht einer Südamerikareise, entwickelte er seine Konzeption der Gana, eines blinden Drangs, der Gebundenheit an eine irrationale Unterwelt, die den ihr triebhaft verfallenen Menschen beherrscht. Den Gegenpol dazu bildet der Einbruch des Geistes, der mit tragischem Lebensgefühl beginnt und den geistbestimmten Menschen befähigt, sich vom Ernst der Erdschwere und aller Gebundenheit zu lösen und das Leben als Spiel, als Schauspiel aufzufassen („Divina Commedia“).

## Rezeption
Neben begeisterten Anhängern und engen Freunden wie Hans-Hasso von Veltheim hatte Keyserling auch erbitterte Gegner. Zu diesen zählten namhafte Persönlichkeiten des geistigen Lebens wie Kurt Tucholsky, Rudolf Steiner, Hans Blüher und Ludwig Klages. Klages beschuldigte Keyserling des Plagiats. Aus der Sicht der Universitätsphilosophie wurde Keyserling distanziert bis ablehnend wahrgenommen. Seine lebensphilosophische Haltung, seine Selbstbeobachtung und die Ableitung philosophischer Einsichten aus persönlichen Erfahrungen, die in seinem Werk einen breiten Raum einnimmt, wurden ihm als Überbetonung der eigenen Person vorgeworfen. Seine Verherrlichung des Adelsideals – er sah im Grandseigneur den „Höchstausdruck“ des Menschlichen – stieß bei Demokraten auf scharfen Widerspruch. Sein Anspruch, Weisheitslehrer und Leiter einer Weisheitsschule zu sein, bot Anlass zu Spott. Emil Preetorius verfasste ein Schmähgedicht, aus dem ein Schüttelreim bekannt wurde: Als Gottes Atem leiser ging, schuf er den Grafen Keyserling. Besonders heftig war die Polemik Tucholskys gegen Keyserling.
Der Nachlass Keyserlings wird in der Universitäts- und Landesbibliothek Darmstadt verwahrt.

## Werke (Auswahl)

### Originalausgaben
- Das Gefüge der Welt. Versuch einer kritischen Philosophie. Bruckmann, München 1906 (online)
- Unsterblichkeit. Eine Kritik der Beziehungen zwischen Naturgeschehen und menschlicher Vorstellungswelt. Lehmann, München 1907 (online)
- Individuum und Zeitgeist. Kluge und Ströhm, Reval 1909
- Prolegomena zur Naturphilosophie. Lehmann, München 1910 (online)
- Schopenhauer als Verbilder. Eckardt, Leipzig 1910
- Zwei Reden. Jonck und Poliewsky, Riga 1911 (enthält: Germanische und romanische Kultur, Vom Interesse der Geschichte)
- Über die innere Beziehung zwischen den Kulturproblemen des Orients und des Okzidents. Diederichs, Jena 1913
- Was uns not tut. Was ich will. Reichl, Darmstadt 1919
- Das Reisetagebuch eines Philosophen. Zwei Bände, Reichl, Darmstadt 1919, Neuauflage: Reichl, St. Goar 2000, ISBN 978-3-87667-246-5 (online)
- Philosophie als Kunst. Reichl, Darmstadt 1920 (online)
- Politik, Wirtschaft, Weisheit. Reichl, Darmstadt 1922 (online)
- Schöpferische Erkenntnis. Einführung in die Schule der Weisheit. Reichl, Darmstadt 1922 (online, online im Internet Archive)
- Die neuentstehende Welt. Reichl, Darmstadt 1926 (online)
- Menschen als Sinnbilder. Reichl, Darmstadt 1926 (enthält: Von der Produktivität des Unzulänglichen, Schopenhauer als Verbilder, Spengler der Tatsachenmensch, Kant der Sinneserfasser, Jesus der Magier; online)
- Wiedergeburt. Reichl, Darmstadt 1927 (online)
- Das Spektrum Europas. Deutsche Verlagsanstalt, Berlin/Stuttgart 1928 (online)
- America set free. Harper, New York 1929; deutsch Amerika, der Aufgang einer neuen Welt. Deutsche Verlagsanstalt, Berlin/Stuttgart 1930 (online)
- Südamerikanische Meditationen. Deutsche Verlagsanstalt, Berlin/Stuttgart 1932 (online)
- La Vie Intime. Essais Proximistes. Stock, Paris 1933 (nur französisch)
- La Révolution Mondiale et la Responsabilité de l'Esprit. Stock, Paris 1934 (nur französisch)
- Sur l'Art de la Vie. Stock, Paris 1936 (nur französisch)
- Das Buch vom persönlichen Leben. Deutsche Verlagsanstalt, Berlin/Stuttgart 1936 (online)
- De la Souffrance à la Plénitude. Stock, Paris 1938 (nur französisch)
- Betrachtungen der Stille und Besinnlichkeit. Diederichs, Jena 1941 (online)
- Das Buch vom Ursprung. Bühler, Baden-Baden 1947 (online)
- Reise durch die Zeit (online)
  - Band 1: Ursprünge und Entfaltungen. Hrsg. von Goedela Gräfin Keyserling-Bismarck, Die Palme, Innsbruck 1948 (online)
  - Band 2: Abenteuer der Seele. Hrsg. vom Keyserling-Archiv, Holle, Darmstadt 1958 (online)
  - Band 3: Wandel der Reiche. Hrsg. vom Keyserling-Archiv, Verlag der Palme, Innsbruck 1963 (online)
- Kritik des Denkens. Die erkenntniskritischen Grundlagen der Sinnesprobleme. Hrsg. vom Keyserling-Archiv, Die Palme, Innsbruck 1948 (online)

### Als Herausgeber
- Der Leuchter. Weltanschauung und Lebensgestaltung (Zeitschrift), 1919 ff.
- Der Weg zur Vollendung. Mitteilungen der „Schule der Weisheit“ (Zeitschrift), 1920 ff.
- Das Ehebuch. Eine neue Sinngebung im Zusammenklang der Stimmen führender Zeitgenossen, Niels Kampmann, Celle o. J. (= 1925)
- Mensch und Erde (= Der Leuchter, Bd. 8), Reichl, Darmstadt 1927